# Liste der Naturdenkmale in Roigheim
| Naturdenkmale | Anzahl |
| ------------- | ------ |
| FND           | 2      |
| END           | 2      |
| Gesamt        | 4      |

Die Liste der Naturdenkmale in Roigheim nennt die verordneten Naturdenkmale (ND) der im baden-württembergischen Landkreis Heilbronn liegenden Gemeinde Roigheim. In Roigheim gibt es insgesamt vier als Naturdenkmal geschützte Objekte, davon zwei flächenhafte Naturdenkmale (FND) und zwei Einzelgebilde-Naturdenkmale (END).
Stand: 1. November 2016.

## Flächenhafte Naturdenkmale (FND)
| Name                         | Bild | Kennung     | Einzelheiten | Position | Fläche Hektar | Datum         |
| ---------------------------- | ---- | ----------- | ------------ | -------- | ------------- | ------------- |
| Kalkmagerrasen im Mittig     | BW   | 81250840003 | Roigheim     | ⊙        | 0,2           | 18. Juli 1986 |
| Steppenheidefläche „Elmbach“ | BW   | 81250840004 | Roigheim     | ⊙        | 0,1           | 18. Juli 1986 |
| Legende für Naturdenkmal     |      |             |              |          |               |               |

## Einzelgebilde (END)
| Name                     | Bild | Kennung     | Einzelheiten                                         | Position | Fläche Hektar | Datum         |
| ------------------------ | ---- | ----------- | ---------------------------------------------------- | -------- | ------------- | ------------- |
| 1 Birnbaum               | BW   | 81250840001 | Roigheim Nicht mehr in der LUBW-Datenbank vorhanden. | ⊙        | 0,0           | 18. Juli 1986 |
| 1 Eiche                  | BW   | 81250840002 | Roigheim                                             | ⊙        | 0,0           | 18. Juli 1986 |
| Legende für Naturdenkmal |      |             |                                                      |          |               |               |